# The Vendôme Prize
The Vendôme Prize ist ein internationaler Wettbewerb für junge Pianisten, die technisch perfekt, originell und ehrgeizig sind, um diesen direkt nach ihrem Studium Unterstützung beim Einstieg in die professionelle Klassikmusikwelt zu bieten. Neben einem Geldbetrag erhält der Gewinner professionelles Management beim Karrierestart. Der Wettbewerb wurde im Jahr 2000 in Paris von dem amerikanischen Mäzen Alexis Gregory in Zusammenarbeit mit sieben europäischen Musikhochschulen ins Leben gerufen.

## Ziel des Wettbewerbes
Die schwierigste Zeit im Berufsleben von darstellenden Musikkünstlern ist der Übergang vom Studium in die professionelle Konzertwelt. Ein Musikstudium kann in einem werdenden Künstler nie alleine das für das Konzertleben notwendige Charisma, die notwendige Originalität und die notwendige Musikalität erzeugen. In dieser postgradualen Phase bedürfen Musiker ideeller wie finanzieller Unterstützung, Beratung und der Möglichkeit, sich auf der Konzertbühne zu bewähren. Die Teilnahme an Meisterkursen und eine angemessene Öffentlichkeitsarbeit sind weitere notwendige Elemente, um einen Musikkünstler erfolgreich in der Öffentlichkeit der Musikwelt zu etablieren. All diese Elemente für einen Einstieg in die professionelle Musikwelt unterstützt der Vendôme Prize.

## Geschichte
Der erste Vendôme Prize fand im November 2000 bei der UNESCO in Paris unter der Schirmherrschaft der französischen Kulturministerin Catherine Tasca statt. Den ersten Preis gewann der Italiener Alberto Nosé, den zweiten der in London lebende Russe Evgenij Sudbin. 2003, 2006 und 2009 fand der Wettbewerb unter Leitung der Gulbenkian-Stiftung mit dem Gulbenkian Symphony Orchestra und dessen Dirigenten Lawrence Foster in Lissabon statt. Seit 2014 findet dieser Wettbewerb alle drei Jahre im Zusammenhang mit dem internationalen Musikfestival Verbier statt.
Der Vendôme Prize etablierte sich wegen einiger Neuerungen in dem dichten Feld von internationalen Klavierwettbewerben recht schnell:
- Die Konservatorien und Musikhochschulen nominieren talentierte Kandidaten.
- In die Jury werden sogenannte „career makers“ aus dem Musikgeschäft integriert.
- Der Wettbewerb arbeitet mit Kulturinstitutionen zusammen, die den Gewinnern weitere Leistungen und Öffentlichkeit garantieren.

Für die Jury dieses Wettbewerbes engagierten sich in der Vergangenheit beispielsweise Byron Janis, Christa Ludwig, Constantine Orbellian, Cyprien Katsaris, Elizabeth Leonskaya, Jeffrey Tate, Joan Sutherland, Philippe Entremont, Richard Bonynge, Stephen Kovacevich und Thomas Quasthoff, um nur einige der beteiligten Persönlichkeiten zu nennen.

## Voraussetzungen und Ablauf
Der Preis steht jungen Pianisten im Alter von 18 bis 28 Jahren, in begründeten Ausnahmefällen auch jüngeren Pianisten offen. Im Gegensatz zu vielen anderen Wettbewerben ist die einzige zwingende Voraussetzung eine Beethoven-Sonate im Konzertprogramm. Die Teilnehmer müssen in ihrem Repertoire eine bestimmte Anzahl von Konzerten aufweisen, aus denen der Vorsitzende der Jury diejenigen Konzerte bestimmt, die zur Aufführung gelangen. Im Chalet Orny in Verbier werden in 2- bis 3-Stunden Sitzungen die Konzerte aufgeführt. Auf Basis dieser Vorträge werden drei Pianisten für das Finalkonzert in der Kirche von Verbier bestimmt. Der erste Gewinner erhält ein Preisgeld in Höhe von 25.000, der zweite von 15.000 und der dritte Gewinner von 10.000 US-Dollar. Der Großteil der Preisgelder wird auf ein spezielles „Karriere-Konto“ des Künstlers eingezahlt. Beträge hiervon können zweckgebunden verwendet werden für den Kauf von Konzertkleidung, für das Erstellen von Tonträgeraufnahmen, die Organisation von wichtigen Debütkonzerten oder zur Begleichung von Reisekosten zu Konzerten. Unmittelbar im Anschluss an den Wettbewerb trifft sich ein eigens gegründeter Karriere-Ausschuss mit dem ersten Preisträger. In diesem Gremium werden die Bedürfnisse und Notwendigkeiten für die Karriere des Künstlers besprochen und beraten.
Im Gegensatz zu den meisten anderen Klavierwettbewerben sind Lehrer von Kandidaten als Jury-Mitglieder explizit ausgeschlossen. Die Jury selbst umfasst auch Mitglieder anderer Musikfachrichtungen wie Gesang oder Violine. Sie bezieht auch professionelle Musikmanager, Agenten und Moderatoren mit in die Entscheidung ein.

## Preisträger
| Jahr | 1. Preis                          | 2. Preis                | 3. Preis         |
| 2000 | Alberto Nosé                      | Evgeny Sudbin           |                  |
| 2003 | Giuseppe Albanese, Boris Giltburg |                         |                  |
| 2006 | Stephen Beus                      | Andreï Korobeinikov     | Roman Rabinovich |
| 2009 | Denis Kozhukhin                   | Dmitri Levkovich        | Sean Kennard     |
| 2014 | Yekwon Sunwoo                     | George Li               | Jayson Gillham   |
| 2017 | kein Preis                        | Sahun Hong, Do-Hyun Kim | Aristo Sham      |
| 2019 | Daumants Liepiņš                  | Dmytro Choni            | Sae Yoon Chon    |